# Darmous
Le darmous ou dermes ou maladie de Velu et Speder est une maladie touchant les hommes et les animaux (en particulier le mouton) dans les zones phosphatières d'Afrique du Nord et comportant des anomalies dentaires et osseuses.
Elle est liée à l'intoxication fluorée d'origine hydrotellurique par l'eau de boisson riche en fluor.